# Monumentul regimentului „Podolie” din Tighina
Monumentul regimentului „Podolie” este un monument amplasat pe str. Podolian, 55 în Tighina, Republica Moldova. Este un monument istoric și de artă de importanță națională inclus în Registrul monumentelor Republicii Moldova ocrotite de stat cu nr. 22 (municipiul Tighina).